# Al-Nahda
Al-Nahda (em árabe: النهضة/an-Nahḍah; palavra árabe para "despertamento" ou "renascimento") foi um renascimento cultural que começou no final do século XIX e no começo do século XX no Egito, tendo depois se espalhado para regiões falantes de árabe sob o domínio do Império Otomano, regiões essas tais como o Líbano, Síria e outras. É considerado como um período de modernização intelectual e reforma.
Nos estudos tradicionais, o movimento Nahda é visto como sendo conectado com o choque cultural trazido pela invasão do Egito, em 1798, por Napoleão Bonaparte; e por reformas tomadas por governantes subsequentes, como Maomé Ali. Entretanto, os estudos recentes têm mostrado que o Renascimento do Oriente Médio e da África setentrional foi um programa de reforma cultural que foi "autogenético", assim como foi com o Renascimento Ocidental, ligado às reformas Tanzimat feitas durante o período Otomano e mudanças internas na política econômica e reformas públicas no Egito e na Grande Síria.
O movimento Nahda egípcio foi articulado em termos puramente egípcios, e seus participantes eram majoritariamente egípcios, e Cairo foi, sem dúvida, o centro geográfico do movimento. Mas Al-Nahda' também se fez sentir em capitais árabes vizinhas, mais notadamente em Beirute e Damasco. O compartilhamento da língua árabe entre estas nações assegurou que as realizações do movimento pudessem ser rapidamente assimiladas por intelectuais nos mais diversos países árabes.
Nas áreas árabes sob domínio do Império Otomano, a maior influência e motivos foram as reformas Tanzimat, feitas no século XIX pelo próprio Império Otomano, as quais trouxeram uma ordem constitucional às políticas otomanas e formaram uma nova classe política. Mais tarde, com a revolução dos Jovens Turcos, permitiu a proliferação de imprensas e outras publicações.

## Rifa'a Rafi' El-Tahtawi

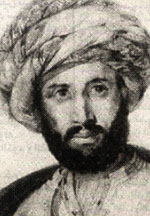
Rifa'a el-Tahtawy, 1801–1873

O estudioso egípcio Rifa'a el-Tahtawi (1801–1873) é frequentemente visto como a figura pioneira do movimento de Renascimento Árabe (Nahda). Ele foi enviado à Paris em 1826, pelo governo de Muhammad Ali, para que estudasse as ciências do Ocidente e métodos educacionais, embora originalmente servisse como imame na academia militar em Paris, que formava os cadetes egípcios em treinamento. Ele assumiu uma visão muito positiva da sociedade francesa, embora não sem críticas. Aprendendo francês, ele começou traduzindo obras importantes em questão de conteúdo científico e cultural, para a língua árabe. Ele também testemunhou a Revolução de Julho de 1830, contra Carlos X da França, mas, talvez compreensivelmente, foi cuidadoso em comentar esse tipo de assunto em seus relatórios a Muhammad Ali.. Suas visões políticas, originalmente influenciadas pelos ensinamentos islâmicos na Universidade de al-Azhar, mudou em diversos pontos, e ele passou a defender o parlamentarismo e a educação das mulheres.
Após cinco anos de estudos na França, ele retornou ao Egito para implementar a filosofia de reforma que desenvolvera lá, resumindo suas ideias no livro Takhlis al-Ibriz fi Talkhis Bariz (às vezes traduzido como A Quintessência de Paris), publicado em 1834. Foi escrito em uma prosa rimada, e descreve a França e a Europa sob um ponto de vista egípcio-muçulmano. A sugestão de Tahtawi era de que o Egito e o Mundo Islâmico tinham muito o que aprender com a Europa, e geralmente abraçou a sociedade ocidental, mas também apontou que as reformas deveriam ser adaptadas para os valores de uma cultura islâmica. Esta marca de autoconfiança, mas com uma mente aberta modernista, veio a ser o credo definidor do movimento Nahda.

## Butrus Al-Bustani
Butrus al-Bustani (1819-1893) nasceu de uma família libanesa maronita, no vilarejo de Dibbiyeh, na região de Shouf, em janeiro de 1819. Um poliglota, educador e ativista, al-Bustani foi um esforçado colaborador do movimento renascentista centrado na metade do século XIX, em Beirute. Depois de se envolver com missionários americanos, ele se converteu ao Protestantismo, e tornando um líder em uma igreja protestante local. Inicialmente, lecionou em escolas de missionários protestantes em ‘Abey e foi uma figura central na tradução dos missionários da Bíblia para o árabe. Apesar de seus laços fortes com os americanos, al-Bustani cada vez mais se tornava independente, até que rompeu sua ligação e seguiu rumo próprio.

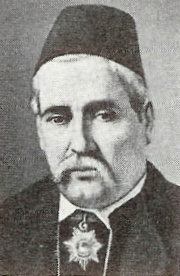
Butrus al Bustani, 1860.

Depois do sangrento conflito druzo-maronita de 1860 e o aumento do entricheiramento confessionalista, al-Bustani fundou a Escola Nacional (al-madrasa al-wataniyya), em 1863, de princípios seculares. Essa escola empregou os pioneiros do movimento Nahda de Beirute e graduou toda uma geração de pensadores Nahda. Ao mesmo tempo, ele compilou e publicou alguns livros didáticos e dicionários, que o transformariam no famoso "Mestre e Pai da Renascença Árabe".
Nas esferas social, nacional e política, al-Bustani fundou associações com uma visão de formar uma elite nacional e lançou uma série de apelos pela união, em sua revista Nafir Suriya.
Nos campos cultural e científico, ele publicava resenhas quinzenais e dois jornais diários. Além disso, ele começou a trabalhar, junto com os doutores Eli Smith e Cornelius Van Dyck, da Missão Americana, na tradução da Bíblia em árabe, conhecida como tradução Smith-Van Dyke.
Sua prolífica produção e inovador trabalho, levaram à criação da moderna prosa expositiva árabe. Enquanto educado por ocidentais e um forte defensor da tecnologia ocidental, ele foi um feroz secularista, desempenhando um papel decisivo em formular os princípios do Nacionalismo Sírio (não confundir com o Nacionalismo Árabe).
Stephen Sheehi atesta que "a importância de al-Bustani não recai no seu prognóstico da cultura árabe ou seu orgulho nacional. Nem é sua defesa de adotar discriminadamente o conhecimento e tecnologia ocidentais para "despertar" as habilidades inerentes dos árabes em prol do sucesso cultural (najah) única entre sua geração. Em vez disso, sua contribuição recai no ato da elocução. Isto é, sua escrita articula uma fórmula específica pelo progresso nativo que expressa uma visão sintética de uma matriz de modernidade dentro da Síria otomana"

## A Influência do movimentoNahda

### Religião

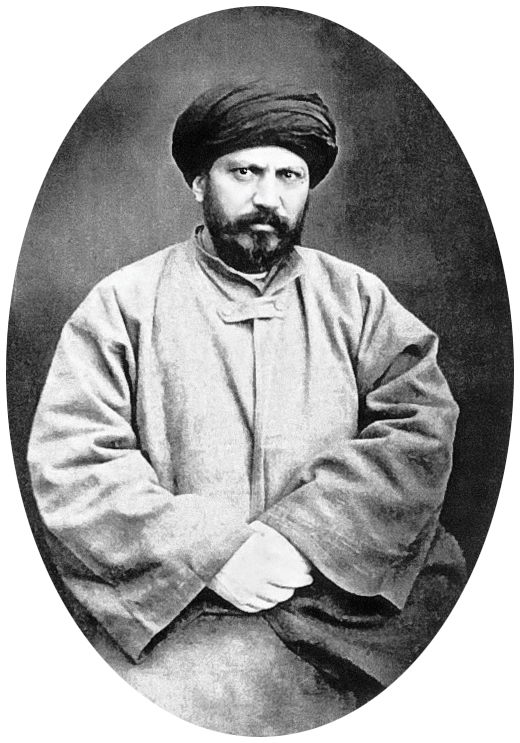
Sayyid Jamal-al-Din Afghani defendeu a unidade islâmica diante de uma Europa cristã cada vez mais forte.

No campo religioso,Jamal al-Din al-Afghani (1839–1897) deu ao Islã uma re-interpretação modernista e fundiu adesão à fé, com uma doutrina anti-colonialista pregava uma solidariedade Pan-Islâmica diante das pressões europeias. Ele também apoiou a troca da monarquia autoritarista pelo governo representativo, e denunciou o que ele percebebu como o dogmatismo, estagnação e corrupção do Islã de sua época. Ele acusou que a tradição (taqlid, تقليد) tinha sufocado o debate islâmico e reprimido as práticas corretas da fé. O caso de Al-Afghani por uma redefinição de antigas interpretações do Islã, e seus notáveis ataques à religião tradicional, se tornariam imensamente influentes com a queda do Califado, em 1924. Isso criou um vácuo na doutrina religiosa e estrutura social das comunidades muçulmanas que tinham sido apenas temporariamente reinstaladas por Abdulamide II, em um esforço de apoiar o suporte universal muçulmano, repentinamente desapareceu. Muçulmanos foram forçados a procurar novas interpretações da fé, e a re-examinarem vastamente o dogma; exatamente o que al-Afghani insistira a eles a fazerem décadas antes.

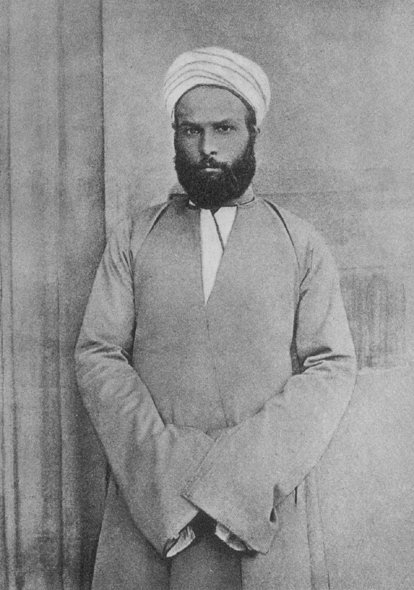
Muhammad Abduh

Al-Afghani influenciou muitos, mas sem dúvida o maior de todos entre seus seguidores era seu estudante Muhammad Abduh (1849–1905), cujos ensinamentos desempenhariam um papel igualmente notável na reforma da prática do Islamismo. Como al-Afghani, Abduh acusou autoridades tradicionalistas islâmicas de corrupção moral e intelectual, e de imporem uma forma doutrinária sobre a umma, que entravara aplicações corretas da fé. Ele, portanto, defendia que muçulmanos deveriam retornar ao "verdadeiro" Islamismo, praticado pelos antigos califas, os quais ele afirmava terem sido tanto racionalmente, como divinamente inspirados. Aplicando a mensagem original de que Maomé, sem interferência de tradição ou a imperfeita interpretação de seus seguidores, criaria automaticamente uma sociedade justa, ordenada por Deus no Corão, e assim fortaleceria o mundo muçulmano a permanecer de pé contra a colonização e injustiças.
Entre os estudantes de Abduh, estava o erudito muçulmano sírio e reformador Rashid Rida (1865–1935, que continuou seu legado e expandiu o conceito do justo governo islâmico. Suas teses, sobre como um Estado Islâmico deveria ser organizado, permaneceram influentes entre islamistas contemporâneos, como a Irmandade Muçulmana.

#### Xiismo
Estudiosos xiitas contribuíram com o movimento renascentista, como o xeque linguista Ahmad Rida, o historiador Muhammad Jaber Al Safa e Suleiman Daher. Reformas políticas importantes surgiram simultaneamente também no Iraque e os credos xiitas contemplaram importantes desenvolvimentos, com a sistematização de uma hierarquia religiosa. Uma onda de reformas políticas seguiram, com o movimento constitucionalista no Irã, algum paralelismo com as reformas egípcias.

### Literatura
Através do século XIX e começo do XX, um número de novos desenvolvimentos na literatura árabe começaram a emergir, inicialmente parecidos com formas clássicas, mas encabeçando temas modernos e desafios encarados pelo mundo árabe na Era Moderna.

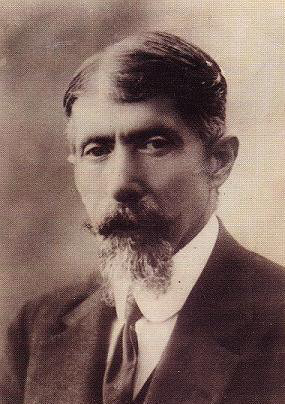
Qustaki al-Himsi

Em 1865, o escritor sírio Francis Marrash publicou Ghabat al-haqq, uma alegoria que trata de ideias de paz, liberdade e igualdade. Escritor nascido em Alepo, Qustaki al-Himsi, é considerado fundador da crítica literária moderna, com um dos seus trabalhos, A fonte do pesquisador na ciência da crítica.
Maryana Marrash foi a primeira mulher árabe no século XIX a reviver a tradição dos salão literário no mundo árabe, com o salão que ela dirigiu na casa de sua família em Alepo.
Em 1914, Muhammad Husayn Haykal (1888–1956) publicou Zaynab, frequentemente considerada a primeira novela moderna egípcia. O desenvolvimento da prosa foi rápido nesta época.
Um grupo de jovens escritores formaram A Nova Escola, e em 1925 começaram a publicar um jornal literário semana al-Fajr (O Alvorecer), que teria um grande impacto na literatura árabe. O grupo era especialmente influenciado por escritores russos do século XIX, como
Dostoyevsky, Tolstoy e Gogol.

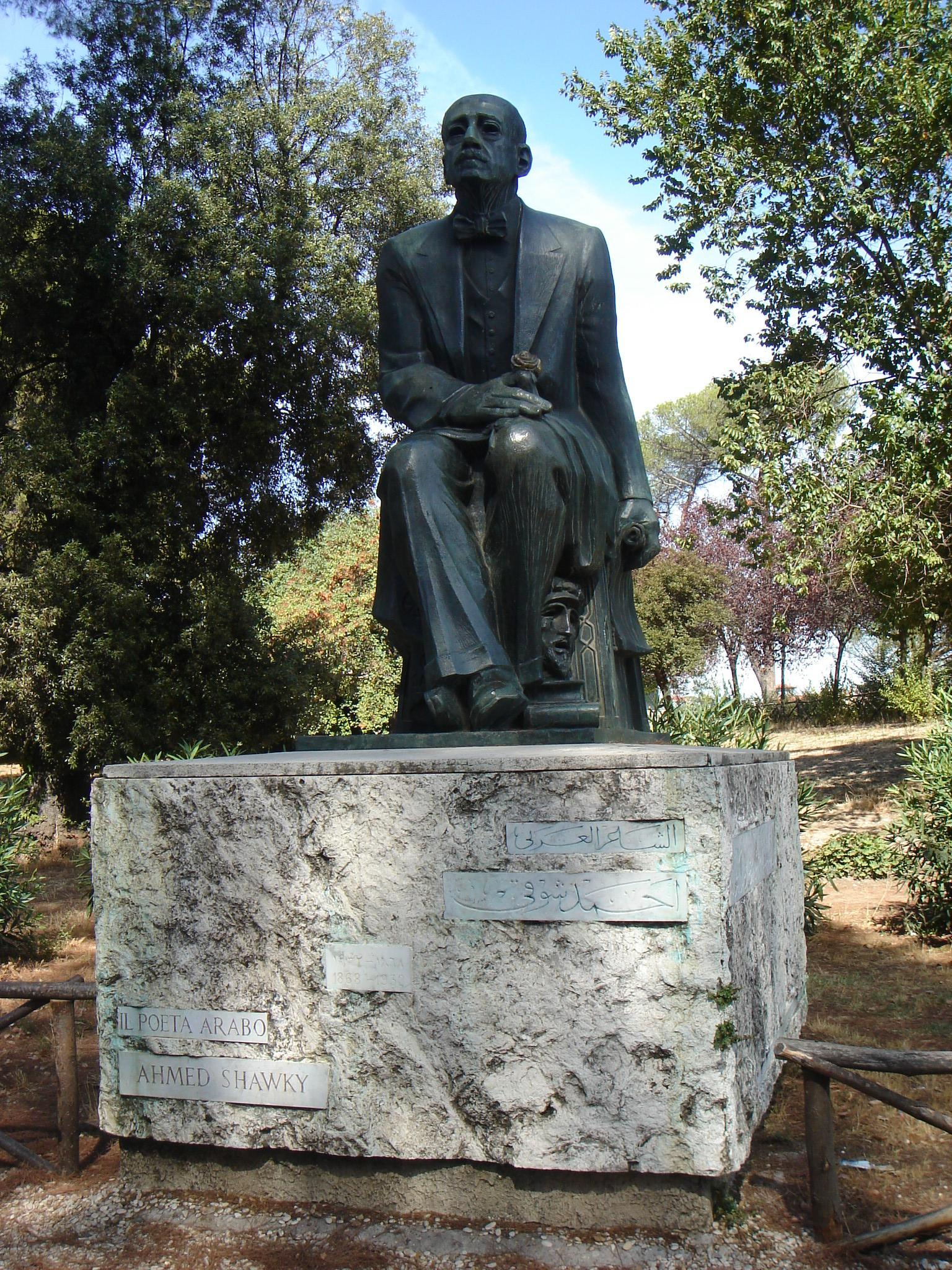
Monumento a Shawky na Villa Borghese, Roma

Na poesia, o egípcio Ahmad Shawqi, entre outros, começou a explorar os limites da clássica cássida, embora ele permaneceu claramente um poeta neoclássico. Depois dele, outros, incluindo Hafez Ibrahim, começaram a usar a poesia para explorar temas anti-colonialistas, bem como os conceitos clássicos. Os poetas Mahjar, dos quais o mais famoso é o libanês Khalil Gibran (1883–1931), mas que incluíram outros escritores, na América do Sul, como nos EUA, mais tarde contribuíram para o desenvolvimento de formas disponíveis aos poetas árabes.
O Profeta (livro), publicado em 1923 por Gibran, é talvez o trabalho mais conhecido desta era no Ocidente, mas foi, de fato, primeiramente escrito em inglês. (Leia (em inglês) The Prophet online aqui )
O sócio de Gibran na  League of the Pen (Liga da Caneta de Nova York) árabe-americana (árabe: al-Rabita al-Qalamiyya), Mikha'il Na'ima (1898–1989) iria mais tarde retornar para o Líbano e contribuir para o desenvolvimento da novela lá.
Um dos principais inovadores literários nos estágios tardios do movimento Al-Nahda foi o professor Taha Hussein (1889–1973), o filho cego de uma família camponesa egípcia que é hoje vastamente considerado um gigante intelectual do Egito, que além da sua educação corânica em Al-Azhar, conquistou três doutorados pela Universidade do Cairo e pela Universidade de Paris. Ele atuou como ministro da educação no Egito na década de 1950, e foi responsável por criar o ensino obrigatório e gratuito. Seu livro mais conhecido é sua autobiografia El-Ayyam (Os Dias).

### Mídia
A primeira imprensa no Oriente Médio foi no mosteiro de São Antônio de Kozhaya e data de 1610. Imprimia livros árabes usando fontes siríacas. A primeira imprensa com letras árabes foi construída no mosteiro de São João, em Khinshara, Líbano, por "Al-Shamas Abdullah Zakher", em 1734. A imprensa funcionou de 1734 até 1899.
In 1821, Muhammad Ali of Egypt brought the first printing press to Egypt.
Técnicas modernas de impressão se espalharam rapidamente e deram origem à moderna imprensa egípcia, que trouxe tendências reformistas do movimento Al-Nahda para o contato com a emergente classe média egípcia de funcionários e comerciantes. O jornal egípcio Al-Ahram data de 1875, e entre 1870 e 1900, Beirute viu a formação de cerca de 40 novos periódicos e 15 jornais.

### Língua
Os esforços na tradução de literaturas europeias e americanas levaram à modernização da língua árabe. Muitos termos científicos e acadêmicos, bem como palavras de invenções modernas, foram incorporados ao vocabulário do árabe moderno, e novas palavras foram criadas de acordo com o padrão trilítero árabe, de modo a cobrir outras lacunas. O desenvolvimento da imprensa moderna (veja acima) assegurou que o árabe clássico se espalhasse através da sociedade em sua forma atualizada, o Árabe Moderno Padrão, que é usado ainda hoje no mundo árabe. O estudioso libanês Butrus al-Bustani (1819–83) criou, no final do século XIX, a primeira enciclopédia moderna árabe, desenhada tanto em modelos árabes medievais, como também contendo os métodos modernos ocidentais de lexicografia, e Ahmad Reda criou o primeiro dicionário moderno de árabe, "Matn al-Lugha" ("Lisan al-Arab" foi escrito no século XIII).

### Política
Em 1876, o Império Otomano promulgou a constituição, coroando a conquista das reformas tanzimat (1839 - 1876) e inaugurando a primeira era constitucional do Império. Ela foi inspirada em métodos europeus de governo e fora projetada para trazer o Império de volta ao mesmo nível com as potências ocidentais. A constituição foi rejeitada pelo Sultão do Império Otomano, cujos poderes ela verificava, mas teve uma vasta importância simbólica e política.
A introdução do parlamentarismo também criou uma classe política nas províncias controladas pelos otomanos, das quais depois emergiu uma elite nacionalista liberal que seria a ponta de lança de alguns movimentos nacionalistas, em particular no movimento de identidade nacional dos egípcios. O nacionalismo egípcio foi não-árabe, enfatizando a identidade étnica egípcia e história, em resposta ao colonialismo europeu e à ocupação turca do Egito. Isso foi paralelizado à ascensão dos Jovens Turcos, nas províncias centrais otomanas e administração.
O ressentimento em relação ao governo turco-otomano, fundido com protestos contra a autocracia do sultão, e os vastos conceitos seculares do nacionalismo árabe, emergiram como uma resposta cultural à legitimidade religiosa reivindicada pelo califado otomano. Várias sociedades secretas nacionalistas árabes surgiram nos anos antecedentes à Primeira Guerra Mundial, como al-Fatat.
Isso foi complementado pelo surgimento de outros movimentos nacionais, incluindo o nacionalismo sírio, que como o nacionalismo egípcio foi, em algumas de suas manifestações, não-arabizado e conectado com o conceito de Grande Síria. Outro exemplo importante da era tardia do movimento Al-Nahda, foi o surgimento do nacionalismo palestino, que era separado do nacionalismo sírio pela imigração judaica na Palestina sob mandato britânico e resultando em uma espécie de particularismo palestino.

## Leituras Complementares
- Hourani, Albert,  A History of the Arab Peoples, New York: Warner Books, 1991. (ISBN 0-446-39392-4)
- Lapidus, Ira M., A History of Islamic Societies, 2nd Ed. Cambridge University Press
- Armstrong, Karen The Battle for God, 2000
- Kassir, Samir Considérations sur le malheur arabe, Paris, 2004.
- Stephen Sheehi, Foundations of Modern Arab Identity, University Press of Florida, 2004.
- Zachs, Fruma and Sharon Halevi. "From Difa Al-Nisa to Masalat Al-Nisa in greater Syria: Readers and writers debate women and their rights, 1858-1900." International Journal of Middle Eastern Studies 41, no. 4 (2009): 615 – 633.

## Ligações Externas
- Plain talk - by Mursi Saad ed-Din, in al-Ahram Weekly. (inglês)
- Tahtawi in Paris - by Peter Gran, in al-Ahram Weekly. (inglês)
- France as a Role Model - by Barbara Winckler (inglês)